# زیردریایی تندر سار
زیردریایی تندر سار (به انگلیسی: German submarine tender Saar) یک زیردریایی بود که طول آن ۱۰۰٫۵ متر (۳۳۰ فوت) بود. این زیردریایی در سال ۱۹۳۴ ساخته شد.